# 中仙镇
中仙镇，原为中仙乡，是中华人民共和国福建省三明市尤溪县下辖的一个乡镇级行政单位。2021年5月24日，撤乡设镇。

## 行政区划
中仙镇下辖以下地区：
中仙村、上仙村、玉溪村、华仙村、苏峰村、岭下村、双溪村、吉华村、安宁村、吉安村、华阳村、文井村、长门村、竹峰村、剑溪村、善邻村、东华村、西华村和华口村。